# J'ai épousé un hors-la-loi

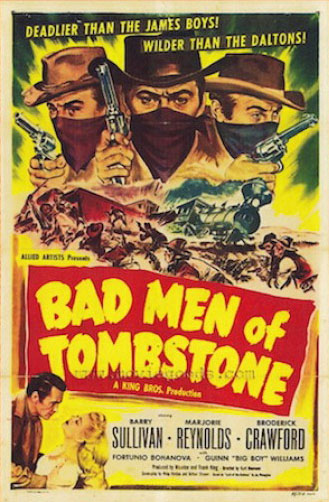
Affiche du film.

J'ai épousé un hors-la-loi (Bad Men of Tombstone) est un western américain réalisé par Kurt Neumann, sorti en 1949.

## Fiche technique
- Réalisation : Kurt Neumann
- Scénario : Philip Yordan, Arthur Strawn d'après Last of the Badmen: The Legend of Tom Horn de Jay Monaghan
- Producteurs : Maurice King, Frank King, Hyman King
- Photographie : Russell Harlan
- Montage : Richard Heermance
- Genre : Western[1],[2]
- Direction musicale : Constantin Bakaleinikoff
- Musique :  Roy Webb (compositeur)
- Production : Monogram Productions
- Durée : 74 minutes
- Date de sortie : 22 janvier 1949

## Distribution
- Barry Sullivan : Tom
- Broderick Crawford : Morgan
- Marjorie Reynolds : Julie
- Guinn Williams : Red
- John Kellogg : Curly
- Virginia Carroll : Matilda
- Fortunio Bonanova : Mingo